# Afton-Bladet (1784)
Afton-Bladet var en dagstidning utgiven från 2 januari 1784 till 20 augusti 1784 av ett sällskap i Stockholm. Titeltillägg var första numret En Vecko-Skrift men det bortföll ur titeln från och med nr 2 den 3 januari 1784. Tidningens latinska devis var: Sine studio et ira, quorum causas procul habemus. Tacit.

## Historia
Politisk och vitter tidning utgiven av Johan Gustaf Halldin, som till medarbetare hade kanslisten, sedermera regeringsrådet Erik Wilhelm Strandberg enligt uppgift av Gjörwell i otryckt brev till Alströmer den 21 november 1784. Till tidningen lämnades bidrag av Bellman och Lidner. Även den kände alkemisten August Nordenskjöld var en trägen medarbetare i tidningen. I sista numret 144 den 20 augusti 1784 annonseras att nästa blad ska komma ut på måndag eftermiddag men gavs aldrig ut. 144 nummer kom ut med 576 sidor. Tidningen kom ut sex dagar i veckan med 4 sidor per nummer i kvartoformat med två spalter på formatet 19,7 x 13,9 cm från 2 januari till 28 februari därefter enspaltig 17 x 13,4 cm resten av utgivningen.

## Tryckning
Tidningen trycktes av J. A. Carlbohm från den 2 januari till 28 februari 1784 och sedan A. J. Nordström från 2 mars till 20 augusti 1784. Antikva användes som typsnitt. Priset för en årgång var 1 riksdaler 32 skilling banco.